# 임호 (정치인)
임호(林湖, 1920년~1988년)는 대한민국의 정치인이다. 제10대 국회의원을 지냈다.

## 생애
1920년에 대전에서 태어났다.
제8대 국회의원 선거를 앞두고 민주공화당의 공천을 받아 대전시 갑 선거구에 출마했으나 49.19%의 득표율을 기록하면서 2위로 낙선했다. 제9대 국회의원 선거를 앞두고 대전시 선거구에 무소속으로 출마했다. 당초 선거 결과 26.73%의 득표율을 기록하면서 2위로 당선되었으나 선거무효소송에 따라 시행된 재검표 결과에서 3위를 차지한 박병배 후보와 당락이 바뀌면서 최종적으로 낙선했다. 제10대 국회의원 선거를 앞두고 대전시 동구·중구 선거구에 출마했으며 34.41%의 득표율을 기록하면서 제10대 국회의원으로 당선되었다. 제11대 국회의원 선거에서는 무소속으로 대전시 동구 선거구에 출마했으나 4위로 낙선했다.
1988년 3월 말, 목포에서 제주로 가는 카페리호에서 실종되었다. 시신은 발견되지 않았으며 49재가 되던 날에 장례를 치렀다.

## 역대 선거 결과
|  | 49.19% |

|  | 26.73% |

|  | 34.41% |

|  | 12.43% |